# Pierre Berquier-Neuville
Pierre Jacques Augustin Berquier-Neuville est un homme politique français né le 4 septembre 1760 à Boulogne-sur-Mer (Pas-de-Calais) et décédé le 18 janvier 1840 au même lieu.

## Biographie
Fils d'un artisan, il est d'abord destiné à la prêtrise, puis part en Angleterre et travaille à Paris, comme traducteur, dans une imprimerie. Il est administrateur du district de Boulogne-sur-Mer en 1792, puis commissaire du directoire de l'administration du canton de Condette en l'an IV et secrétaire général de l'administration centrale du département. Juge de paix, il est élu député du Pas-de-Calais au Conseil des Cinq-Cents le 26 germinal an VII. Favorable au coup d'État du 18 Brumaire, il siège au corps législatif de 1800 à 1804 et devient conseiller d'arrondissement. En 1819, il est receveur municipal à Boulogne-sur-Mer. Il est également président de la chambre, et du tribunal de commerce de la ville.

## Sources
- « Pierre Berquier-Neuville », dans Adolphe Robert et Gaston Cougny, Dictionnaire des parlementaires français, Edgar Bourloton, 1889-1891 [détail de l’édition]